# Hoppípolla
"Hoppípolla" (isländska för Hoppa i pölar) är en låt av det isländska bandet Sigur Rós, släppt som en del av albumet Takk... år 2005. Singeln släpptes som den andra från det nya albumet den 28 november 2005. Texten sjungs på isländska med vissa delar på det påhittade språket hoppländska.
Singeln återsläpptes den 1 maj 2006 och finns i tre format: på cd-skriva, 12"-vinyl och 7"-vinyl. Singeln innehåller också en ny version av låten "Hafsól" som släpptes på debutalbumet Von från 1997.
Poppíholla (5am) är en "cover" gjord av Chicane.

## Låtlista

### CD-version och 12"-vinyl
1. "Hoppípolla" – 4:36
2. "Með blóðnasir" – 2:24
3. "Hafsól" – 9:47

### 7"-vinyl
1. "Hoppípolla" – 4:36
2. "Heysátan" – 4:09